# 韓国在郷軍人会
大韓民国在郷軍人会（だいかんみんこくざいごうぐんじんかい）は、大韓民国において現役を退いた軍人が入会する、韓国歴代全軍の親睦団体。1952年に、除隊将兵3万名余りを会員として創設された。在郷軍人相互間の親睦を図り、軍人精神の高揚と軍事能力の増進を図り、韓国の独立と自由の守護に貢献することを目的としている。一般に保守派の団体と見做されている。

## 概要
1952年2月1日の創設後、1963年7月19日に法律第1207号「大韓民国在郷軍人会法」（軍人会法）に基づいて法的な法人団体となった。軍人会法第5条の規定により、全ての軍退役者のみならず、公益勤務要員や軍役免除者までもが、自動的に在郷軍人会の会員になる。そのため、韓国国民の成年男子はほとんどが在郷軍人会の会員となっている。また、軍人会法第3条の規定により、在郷軍人会は政治的な活動が禁止されている。しかし、一部の保守的な将星（将官）出身者が、700万に及ぶ全予備役を代弁する形で、2004年に国家保安法の廃止反対と盧武鉉大統領の弾劾賛成を主張する政治的集会を開いたことがあり、論争の的となっている。
現会長には、前会長の辞任から1年以上の時間を経て、韓国陸軍学生軍事学校2期出身の金辰浩（キム・ジンホ、김진호）が就任している。なお、軍人会は民間団体の容貌を呈しているものの、韓国政府から年間400億ウォン台の資金援助を、基金や国庫補助金といった形態で受け取っている。また、軍人会はその傘下に幾つかの事業体を有しており、そこからの収益金も得ている。しかしその一方で、軍人会の会計管理には不明瞭な点が幾つか確認されており、それを批判する意見も出ている。

## 主要な事業
- 中央高速（중앙고속、高速バス事業）の経営
- 統一展望台の運営
- 高速道路の休憩所の運営
- 韓国軍関係製品の納品
- その他軍関係の用役

## 歴代会長
歴代会長の殆どが陸軍出身である。
| 代     | 氏名     | 氏名         | 在任期間               | 備考                                              |
| ------ | -------- | ------------ | ---------------------- | ------------------------------------------------- |
| 代     | 漢字表記 | ハングル表記 | 在任期間               | 備考                                              |
| 1      | 白洪錫   | 백홍석       | 1952.2.1 - 1952.9.9    | 日本陸士第27期、日本陸軍中佐、韓国陸軍准将        |
| 2      | 朴勝薫   | 박승훈       | 1952.9.10 - 1953.7.24  | 日本陸士第26期、満州国軍中校、韓国陸軍准将        |
| 3～4   | 申泰英   | 신태영       | 1953.7.25 - 1957.1.16  | 日本陸士第26期、日本陸軍中佐、韓国陸軍中将        |
| 5      | 金一煥   | 김일환       | 1957.1.17 - 1959.11.25 | 満州国軍経理学校、満州国軍上尉、韓国陸軍中将      |
| 6      | 李瑄根   | 이선근       | 1959.11.26 - 1960.5.3  | 韓国陸軍准将                                      |
| 7      | 李大永   | 이대영       | 1960.5.4 - 1960.7.15   | 日本陸士第26期、日本陸軍少佐、韓国陸軍准将        |
| 8      | 李亨根   | 이형근       | 1960.7.16 - 1961.12.11 | 日本陸士第56期、日本陸軍大尉、韓国陸軍大将        |
| 9      | 金弘壹   | 김홍일       | 1961.12.12 - 1962.7.17 | 貴州陸軍講武学校第2期、国民党軍中将、韓国陸軍中将 |
| 10     | 金聖恩   | 김성은       | 1962.7.18 - 1963.3.4   | 日本陸軍少尉、韓国海兵隊中将                      |
| 11～12 | 李成浩   | 이성호       | 1963.3.5 - 1966.1.11   | 韓国海軍中将                                      |
| 13～17 | 金一煥   | 김일환       | 1966.1.12 - 1975.2.25  | 再任                                              |
| 18～21 | 李孟基   | 이맹기       | 1975.2.26 - 1982.2.25  | 韓国海軍士官学校第1期、韓国海軍中将               |
| 22     | 金鍾煥   | 김종환       | 1982.2.26 - 1985.2.25  | 韓国陸軍大将                                      |
| 23     | 白石柱   | 백석주       | 1985.2.26 - 1987.9.16  | 韓国陸軍大将                                      |
| 24     | 崔慶禄   | 최경록       | 1987.9.17 - 1988.4.28  | 日本陸軍予備士官学校、日本陸軍少尉、韓国陸軍中将  |
| 25～26 | 蘇俊烈   | 소준열       | 1988.4.29 - 1994.4.25  | 韓国陸軍大将                                      |
| 27～28 | 張泰玩   | 장태완       | 1994.4.26 - 2000.4.21  | 韓国陸軍行政総合学校第11期、韓国陸軍少将          |
| 29～30 | 李相薫   | 이상훈       | 2000.4.22 - 2006.4.21  | 韓国陸士第11期、韓国陸軍大将                      |
| 31～32 | 朴世直   | 박세직       | 2006.4.22 - 2009.7.27  | 韓国陸士第12期、韓国陸軍少将                      |
| 33～34 | 朴世煥   | 박세환       | 2009.7.27 - 2015.4.10  | 韓国陸軍学生軍事学校第1期、韓国陸軍大将           |
| 35     | 趙南豊   | 조남풍       | 2015.4.10 - 2016.1.13  | 韓国陸士第18期、韓国陸軍大将                      |
| 36     | 金辰浩   | 김진호       | 2017.8.11 - 現任       | 韓国陸軍学生軍事学校第2期、韓国陸軍大将           |